# Андрей Хадживасилев
Андрей Хадживасилев е български режисьор, създател на първия български 3D документален филм „Стъпки в огъня“ и детския игрален филм „Случаят Кюри“.

## Биография

### Образование
Завършил е „Националната професионална гимназия по полиграфия и фотография“ – специалност фотография с отличие и приз „Най-голям принос в училищните начинания“, както и международна награда по фотография от Европейския съюз. Следва и се дипломира като бакалавър с две специалности в областта на аудиовизуалните изкуства: Филмова и телевизионна режисура, Операторско майсторство. През 2008 г. ректорът на НБУ доц. д-р Сергей Игнатов го отличава с годишната си награда „Най-добър студент на годината“ за изявена индивидуалност и инициативност. През 2016 г. завършва магистърска степен по Филмово и телевизионно продуцентство. Андрей е специализирал режисура и продуцентство в световноизвестната Киноакадемия „FAMU“ в гр. Прага, Чехия, където са се учили едни от най-големите имена в кинорежисурата като Милош Форман („Амадеус“, „Коса“) и Емир Костурица („Черна котка, бял котарак“, „Ъндърграунд“).

### Сайтове
Личните му онлайн проекти са родният тийн портал Teentopic.net и Potter-mania.com. Повече от 7 години е списвал рубриката „Интернет навигатор“ във вестник „Всичко за семейството“ (екс. Всичко за жената), водел е и интернет рубрика в тв. предавенето „Здравей“ по БНТ.

### Дебют
Дебютният му студентски проект – „Паркур – начин на живот“ набира широка популярност. Паркур е физическа дисциплина, вдъхновена от човешкото движение, която обръща внимание на непрестанното и умело движение през препятствия (както изкуствени, така и естествени) в обкръжаващата ни среда. Движението може да представлява бягане, скачане, катерене или да включва и други по-сложни техники. Филмът запознава с този вид спорт и показва как той се превръща в начин на живот за тези, които го практикуват. Благодарение на успеха на този проект Андрей Хадживасилев се среща лично с френския режисьор и продуцент Люк Бесон, също засегнал тази тема като автор в игралния си филм „Предградие 13“.

### След това
През 2007 г. основава собствена филмова компания „Ривайв Вижън“, с която реализира множество тв. реклами за фирми като: Мебели Арон, Bayer, Novartis, Allianz, American Popcorn, Олинеза, община Царево, Албена АД, Ficosota, книжарници Ciela, Театър София, Мегатрон АД и др., както и музикални клипове за: 100 кила, Искрен Пецов, Милена Славова, Румънеца и Енчев, Калин Вельов и група „Атлас“. В началото на 2010 г. Андрей режисира първия български стереоскопичен 3D музикален клип за група „Атлас“ – „Така се събужда денят“, което засилва интереса му към 3D кинематографията.

### Стъпки в огъня – 3D
През 2015 е премиерата на филма „Стъпки в огъня“, който е първият български документален филм заснет оригинално в 3D stereo. Лентата прави зрителите съпричастни с един от най-българските обичаи – нестинарството, идващо от малкото село Българи, разположено в Странджа планина. Филм за тайнство, разпънато между свещено и езическо, запазено през вековете. По този проект Андрей работи съвместно с американката документалист Melody Gilbert. Филмът има множество международни прожекции и признания, като за него Андрей получава номинация за дебют в документалното кино от Българската филмова академия по време на годишните награди 2016 г. – София.

### Случаят Кюри
През годините работата и общуването с деца стават слабост за автора, затова той приема за лична кауза да възроди златното българско детско кино. След няколко детски образователни ленти („Сърфирам безопасно“, „Децата и парите“), през 2017 г. Андрей Хадйивасилев режисира детския игрален филм „Случаят Кюри“. Филмът разказва за приключенията на 8-годишния малък учен Тони, съседката му балерина Рая и лабораторната мишка Мария Кюри. Широкото разпространение на голям екран е през 2018 г.

## Награди
- Приз „Най-голям принос в училищните начинания“ – „НПГПФ“,
- Международна награда по фотография от Европейския съюз
- „Най-добър студент на годината“ – НБУ 2008 г.
- Специален приз за медийно отразяване на спорта в МВР – Спортна асоциация МВР 2011 г.
- Номинация за дебют в документалното кино – Българска филмова академия – 2015 г.
- Избран в 5-о издание на класацията „40 до 40“ на Дарик радио